# تشارلز إتش. راسيل
تشارلز إتش. راسيل هو سياسي أمريكي، ولد في 11 يوليو 1845، وتوفي في 14 مارس 1912. نشط حزبياً في الحزب الجمهوري. وقد انتخب عضو جمعية ولاية نيويورك ‏ وانتخب عضو مجلس ولاية نيويورك ‏.